# In My Life
"In My Life" é uma canção dos Beatles, presente no álbum Rubber Soul. Composta principalmente por John Lennon e creditada a Lennon/McCartney. Paul McCartney e John Lennon, mais tarde, divergiram a respeito de suas próprias contribuições para essa música, especificamente em relação a sua melodia. George Martin toca piano ao estilo barroco na música.
A música inspirou mais produtores de música pop a usar cravo em seus arranjos. A revista Rolling Stone classificou "In My Life" em número 23 na "Lista das 500 melhores canções de todos os tempos da Revista Rolling Stone", assim como em quinta na sua lista de "100 Melhores Canções dos Beatles". A canção ficou em segundo lugar nas 50 faixas da CBC. A revista Mojo, nomeou a melhor música de todos os tempos em 2000. De acordo com a Acclaimed Music, esta é a 160a mais celebrada canção na história da música popular. É uma das canções sobre nostalgia mais conhecidas dos Beatles.
A música tem versão em português, "Minha Vida", feita e cantada pela Rita Lee e utilizada como tema de abertura da telenovela Espelho da Vida. Ela também foi regravada por Matthew Scannell para o filme Little Manhattan.

## Créditos
- John Lennon; vocal, guitarra base
- Paul McCartney; vocal de apoio, baixo
- George Harrison;vocal de apoio, guitarra solo
- Ringo Starr; bateria, pandeiro, sinos[nota 1]
- George Martin; piano

Créditos por Ian MacDonald